# Guldäpplet (konstnärspris)
Guldäpplet är ett pris som årligen delas ut till en konstnär som är bosatt i eller har anknytning till Västerbotten. Priset är instiftat av Umeå Folkets hus. Prissumman är 30 000 kr och kriteriet är ”Ung i sin konst”.

## Vinnare
- 2000 – Stina Mårtensson, dans
- 2001 – Solja Krapu, poesi
- 2002 – Jens Jonsson, film
- 2003 – Jimmy Ågren, musiker
- 2004 – Caroline Jonsson, formgivare smycken
- 2005 – Carolina Miskovsky, musiker
- 2006 – Frida Hyvönen, musiker
- 2007 – David Sandström, musiker
- 2008 – Björn Säfsten, dans
- 2009 – Linda Baudin, glasblåsare
- 2010 – Nathalie Missaoui (artistnamn Cleo), musiker
- 2011 – Frida Selander, musiker
- 2012 – Samuel Muntlin, musiker
- 2013 – Armita Ghazinezam, serietecknare, formgivare m.m.
- 2014 – Erika Vennberg, konditor
- 2015 – Sofia Henricsson, musiker
- 2016 – Ingen utdelning
- 2017 – Simon Lundgren, bild- och musikskapare
- 2018 – Amanda Kernell, filmskapare
- 2019 – Katarina Barruk, artist, kompositör
- 2020 – Maya Arctaedius Pulgar, artist, kompositör
- 2021 – Ingen prisutdelning
- 2022 – Ingen prisutdelning
- 2023 – Kalle Johansson och Ruben Ångqvist, musiker[1]
- 2024 – Ludvig Nitzler, kompositör, och Tova Brodin, konstnär.[2]